# CS Inter Ilfov
Asociația Club Sportiv Inter Ilfov (fost Academica Clinceni și LPS HD Clinceni) este un club profesionist de fotbal din comuna Clinceni, județul Ilfov, România, care evoluează în Liga a III-a.
Academica Clinceni a fost fondată la Buftea în 2005, în urma unei fuziuni între două cluburi, și s-a înscris direct în Divizia C. A promovat în Liga a II-a la sfârșitul sezonului 2007-2008, dar a participat în competiție doar un an după ce și-a vândut locul și a revenit în a treia divizie. După câțiva ani, Buftea a promovat din nou, dar după retragerea sprijinului financiar, clubul a trebuit să se mute de trei ori - Prima dată în 2013, când a fost cumpărat de autoritățile din Clinceni, tot din județul Ilfov, un an mai târziu, când s-a mutat la Pitești și, în cele din urmă, când s-a întors la Clinceni și s-a stabilit cu numele actual în 2015.
În 2017, Academica a început un parteneriat cu FCSB, împrumutând un număr de jucători de tineret din academia echipei din urmă și a obținut o promovare surprinzătoare în Liga I în 2019. Echipa reprezintă cea mai mică localitate care a participat vreodată în prima ligă românească, comuna din Clinceni având doar o populație de aproximativ 5.000 de persoane. Pe parcursul sezonului 2021-22 al Ligii I, echipa se confruntă cu dificultăți financiare și este depunctată succesiv, totul concluzionându-se cu retrogradarea și intrarea ulterioară în faliment.
Echipa a reluat activitatea din Liga a IV-a Ilfov sub numele LPS HD, și a promovat în Liga III, iar din 2024 și-a schimbat numele în Inter Ilfov.

## Istoric
| Nume               | Perioadă     |
| ------------------ | ------------ |
| CS Buftea          | 2005–2009    |
| ACS Buftea         | 2009–2013    |
| FC Clinceni        | 2013–2014    |
| Academica Argeș    | 2014–2015    |
| Academica Clinceni | 2015–2022    |
| LPS HD Clinceni    | 2022–prezent |

### CS Buftea, primii ani și ascensiunea (2005–2013)
FC Academica Clinceni a fost fondată în 2005 sub numele de CS Buftea, fiind inițial cu sediul în orașul Buftea, județul Ilfov. CS Buftea s-a format în urma unei fuziuni între o echipă locală din Buftea, care juca în liga a IV-a și Cimentul Fieni, primele culori ale clubului fiind roșu, alb și albastru și, ca particularitate, echipa a fost înscrisă direct în al treilea nivel (Liga a III-a) și a repartizat în seria a treia, pe locul ocupat de Cimentul, unde s-a clasat pe locul 6 la sfârșitul sezonului. Sezonul următor (2006-2007) a fost unul mai bun pentru clubul situat la doar 20 km nord-vest de București, terminând pe podium și obținând medalia de bronz, dar destul de departe de campioana Concordia Chiajna (13 puncte) și de vice-campionii Juventus București (8 puncte). Ascensiunea clubului a continuat, și la sfârșitul sezonului 2007–08 a avansat un loc, terminând de această dată ca vicecampioni, într-o a treia serie dominată total de FC Ploiești care a avut un avans de 19 puncte în fața „echipei roș-alb-albastru ”. După un play-off de promovare desfășurat pe teren neutru, la Câmpina, pe stadionul Poiana, CS Buftea a promovat pentru prima dată în istoria sa în Liga a II-a. Promovarea a fost obținută după ce a câștigat prima grupă a play-off-ului, grupă formată din Juventus București, Aerostar Bacău și „echipa roș-alb-albastru”.
În vara anului 2008, după promovare, clubul de fotbal condus la acea vreme de președintele Sorin Dumitrescu și directorul general Dumitru Tudor, și-a dat seama că ar fi destul de dificil să se descurce singuri în al doilea nivel și a început o colaborare cu echipa de primă ligă, FC Politehnica Timișoara. Prin această colaborare, la Buftea au sosit, împrumutați, o serie de jucători importanți precum Cristian Zimmermann, Ioan Mera, Alin Rațiu, Marian Chițu, Adrian Popa, Cristian Scutaru, Artur Pătraș, Alexandru Popovici, Florin Sandu, Adrian Poparadu, Gueye Mansour sau Mircea Axente, printre alții. Cu această echipă de vis în care mai mult de jumătate dintre jucători erau împrumutați de la Politehnica Timișoara, clubul a fost rapid perceput ca un satelit al clubului „alb și violet”. Banca tehnică a fost completată cu Ion Balaur (antrenor principal), Daniel Iftodi și Vasile Caciureac (antrenor secund), Nicolae Ciocănișteanu (antrenor de portari), iar clubul de lângă București a încheiat sezonul de toamnă pe un onorabil loc șapte, cu 23 de puncte, peste echipe precum Petrolul Ploiești, Sportul Studențesc, Concordia Chiajna, FC Botoșani sau FCM Bacău. În pauza de iarnă s-a rupt colaborarea cu Politehnica Timișoara, clubul de pe malurile Bega alegând Gloria Buzău drept noul satelit informal. Președintele Sorin Dumitrescu a părăsit clubul, în locul său fiind numit Constantin Niță, toți jucătorii importanți au fost redirecționați către Buzău și personalul tehnic a demisionat. În ianuarie 2009, președintele executiv a fost numit Anamaria Prodan, agent de fotbal, iar Cristian Țermure a fost angajat ca nou antrenor principal, rezultatele fiind mult sub așteptări, echipa acumulând doar 10 puncte și evitând retrogradarea mai ales datorită punctelor obținute în prima parte a sezonului.

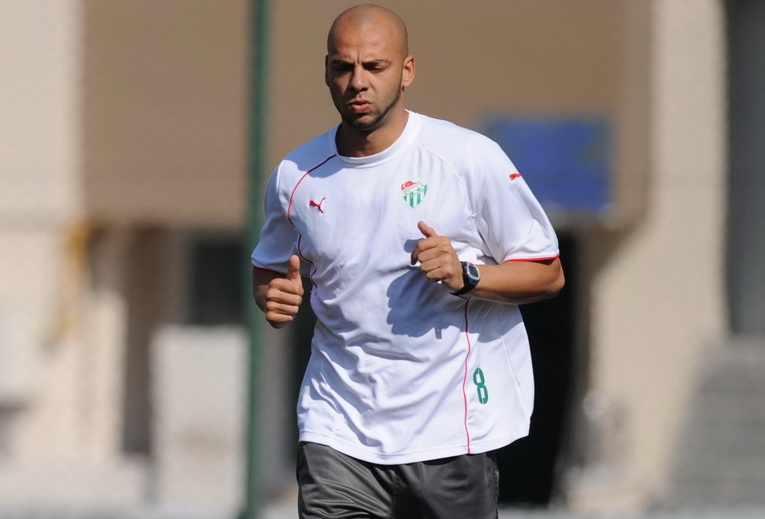
Giani Kiriță (în imagine), fost jucător internațional și jucător-antrenor la ACS Buftea în timpul sezonului 2012–13, când clubul s-a clasat pe locul 6, contra tuturor așteptărilor.

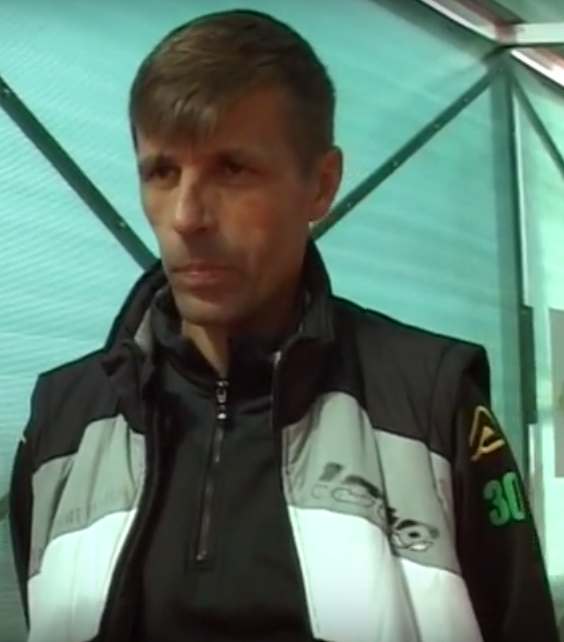
Valentin Bădoi (în imagine), fost jucător internațional și antrenor la ACS Buftea în timpul sezonului 2012–13, când clubul era pe locul 6.

Primăvara dură a anului 2009 a fost o dovadă clară pentru orașul Buftea că clubul nu se poate susține financiar la acest nivel și, în iulie 2009, primarul din Buftea a anunțat că echipa și-a vândut locul din Liga a II-a echipei Săgeata Stejaru pentru 500.000 € și că clubul va continua să joace în Liga a III-a, în locul Săgeții, cele două cluburi practic schimbându-și locurile. După episodul „auto-retrogradare”, clubul a început sezonul de Liga a III-a cu o mică schimbare de nume, acum fiind cunoscut sub numele de ACS Buftea (Asociația Club Sportiv Buftea), dar cu același logo și culori. Un loc 5 la sfârșitul sezonului, urmat de un loc 9 la sfârșitul campaniei 2010–11 a pus clubul în umbră, fiind acum doar o echipă de mijloc în clasamentul ligii a treia de fotbal.
În vara anului 2011, Buftenii au adunat rândurile și, sub conducerea președintelui Sorin Dumitrescu (de asemenea, fostul președinte al clubului în campania 2007-2008), și a antrenorului principal, Lavi Hrib, au obținut o promovare surpriză, o promovare care a fost disputată până în ultimele etape ale sezonului, principalul rival, Viitorul Domnești, terminând la același număr de puncte, 51. După promovare, au apărut aceleași probleme financiare, ca și la precedenta, de data aceasta mult mai grave. În vara anului 2012, orașul Buftea a decis că nu poate susține financiar clubul din divizia a doua și a ordonat clubului de fotbal să se retragă chiar înainte de a începe sezonul. Între timp, un grup de oameni de afaceri din Snagov s-a arătat interesat să preia clubul, însă negocierile erau în desfășurare când echipa ar fi trebuit să joace un tur preliminar al Cupei României împotriva echipei ACS Berceni din divizia a treia. Deci, pentru a nu fi exclusă, echipa a trimis pe teren un prim unsprezece compus în mare parte din jucători de tineret, înregistrând nu numai cea mai mare înfrângere din istoria clubului, dar probabil cea mai mare înfrângere din istoria fotbalului românesc, 0–31. Cumpărat în cele din urmă de un grup de sponsori privați, ACS Buftea a fost înscris în campionat, Lavi Hrib, antrenorul principal care a promovat clubul în Liga a II-a, a fost demis după câteva etape, el fiind înlocuit de Giani Kiriță, care a fost înlocuit ulterior în timpul pauză de iarnă de Valentin Bădoi. În mod surprinzător, echipa a avut rezultate bune fiind clasată pe locul 6 la sfârșitul sezonului, cel mai bun rezultat vreodată pentru clubul de lângă București.

### Academica, un club pe drumuri (2013–2017)
Pe 2 august 2013, clubul a fost vândut de către proprietarii săi privați, comunei Clinceni, o localitate care avea la acea vreme o echipă în Liga a III-a, numită Inter Clinceni. Procedurile au fost rapide, ACS Buftea și-a schimbat numele în FC Clinceni, culorile roșu, alb și albastru au fost schimbate în negru și albastru, Inter Clinceni a fost păstrat în al treilea eșalon, dar cei mai buni jucători ai săi, împreună cu un grup de la ACS Buftea au făcut noua echipă, Valentin Bădoi fiind numit antrenor principal. Clubul s-a clasat pe locul 6 la sfârșitul ediției 2012-13, egalând cu cea mai bună performanță a acestora, realizată doar cu un sezon înainte.
În vara anului 2014, se părea că rezultatele bune ale clubului nu asigură nici securitatea financiară, comuna Clinceni alegând să vândă clubul, la doar un an de la cumpărare. Noul cumpărător a fost Constantin Moroianu, un om de afaceri și proprietar al Cafea Fortuna, cel mai mare producător de cafea din România. Moroianu a ales să se mute și să schimbe marca clubului, de această dată, sediul a fost așezat în afara județului Ilfov, mai exact în Pitești, județul Argeș, la 115 km de Clinceni; clubul a fost redenumit Academica Argeș, culorile negru și albastru au fost înlocuite cu cele noi alb și violet și, ca antrenor, a fost angajat Marius Baciu. Academica Argeș a început ca un proiect care trebuia să înlocuiască FC Argeș Pitești, clubul tradițional al orașului și dublu campion al României, club de fotbal care a fost declarat în faliment în același an. Noul proiect, însă, nu a atras simpatia suporterilor și nici sprijinul financiar al autorităților locale și după un sezon 2014–15 în care „academicienii” au luptat pentru promovare până la final, pierzându-l în cele din urmă în fața echipei FC Voluntari, Moroianu s-a retras și a vândut clubul înapoi comunei Clinceni.
Înapoi la Clinceni în vara anului 2015, Academica Argeș a fost redenumită Academica Clinceni, culorile au fost schimbate din alb și violet în negru și albastru, iar logo-ul a suferit și el unele transformări. Foștii fotbaliști, Bogdan Apostu și László Balint au fost numiți ca director general, respectiv antrenor principal. În iarna anului 2016, problemele financiare s-au întors la „Academicieni”, și după o perioadă dificilă, în pauza de iarnă, clubul a fost vândut din nou. La scurt timp după tranzacție, în presa românească au început să apară multe articole despre faptul că clubul a fost cumpărat de o companie chineză. La sfârșitul sezonului, „alb-negrii” au terminat pe un meritat loc șase, departe de orice grijă.

### „Academicienii” sunt în creștere (2017-2021)

Logotipul folosit de club în ultimul an de participare în prima ligă a României.

În vara anului 2017, autoritățile locale din Clinceni au revenit în proprietatea clubului, fostul fotbalist, Sorin Paraschiv a fost numit director general și Erik Lincar antrenor principal. „Academicienii” s-au întors de asemenea la vechile metode și au început o colaborare cu un club de top, de data aceasta FCSB, club care a împrumutat niște jucători tineri din județul Ilfov. În pauza de iarnă, Lincar a părăsit clubul, fiind înlocuit de Ilie Poenaru, iar „alb-negrii” au terminat campionatul pe locul 6. Sezonul 2018–19 a fost unul fantastic pentru club, care sub conducerea lui Ilie Poenaru și cu o echipă compusă din tineri jucători împrumutați de la FCSB, alții care au crescut la Academia Sportului Studențesc și unii dintre ei cu apariții în prima ligă, precum precum Vasile Olariu, Paul Pîrvulescu sau căpitanul Răzvan Patriche, au reușit să promoveze în Liga I, pentru prima dată în istoria sa, depășind echipe precum Universitatea Cluj, Petrolul Ploiești, Argeș Pitești sau UTA Arad.
La al doilea sezon în prima ligă, academicienii reușesc cea mai mare performanță din istoria clubului până în prezent, accederea play-off-ului și clasarea pe locul 5.

### Declin
În sezonul imediat următor, însă, datoriile din trecut ale echipei din Clinceni s-au acumulat. Neplata acestora i-au adus restricții de transferuri și depunctări. În final, a retrogradat, clasându-se pe penultimul loc al play-outului, cu punctaj negativ, −29, deasupra echipei Gaz Metan Mediaș care a avut probleme financiare și mai mari. Ulterior, a fost declarat falimentul clubului.

## Palmares
- Liga a II-a
  - Locul 2 (1): 2014-2015

- Liga a III-a
  - Câștigătoare (1): 2011-2012
  - Locul 2 (1): 2007-2008

## Stadion

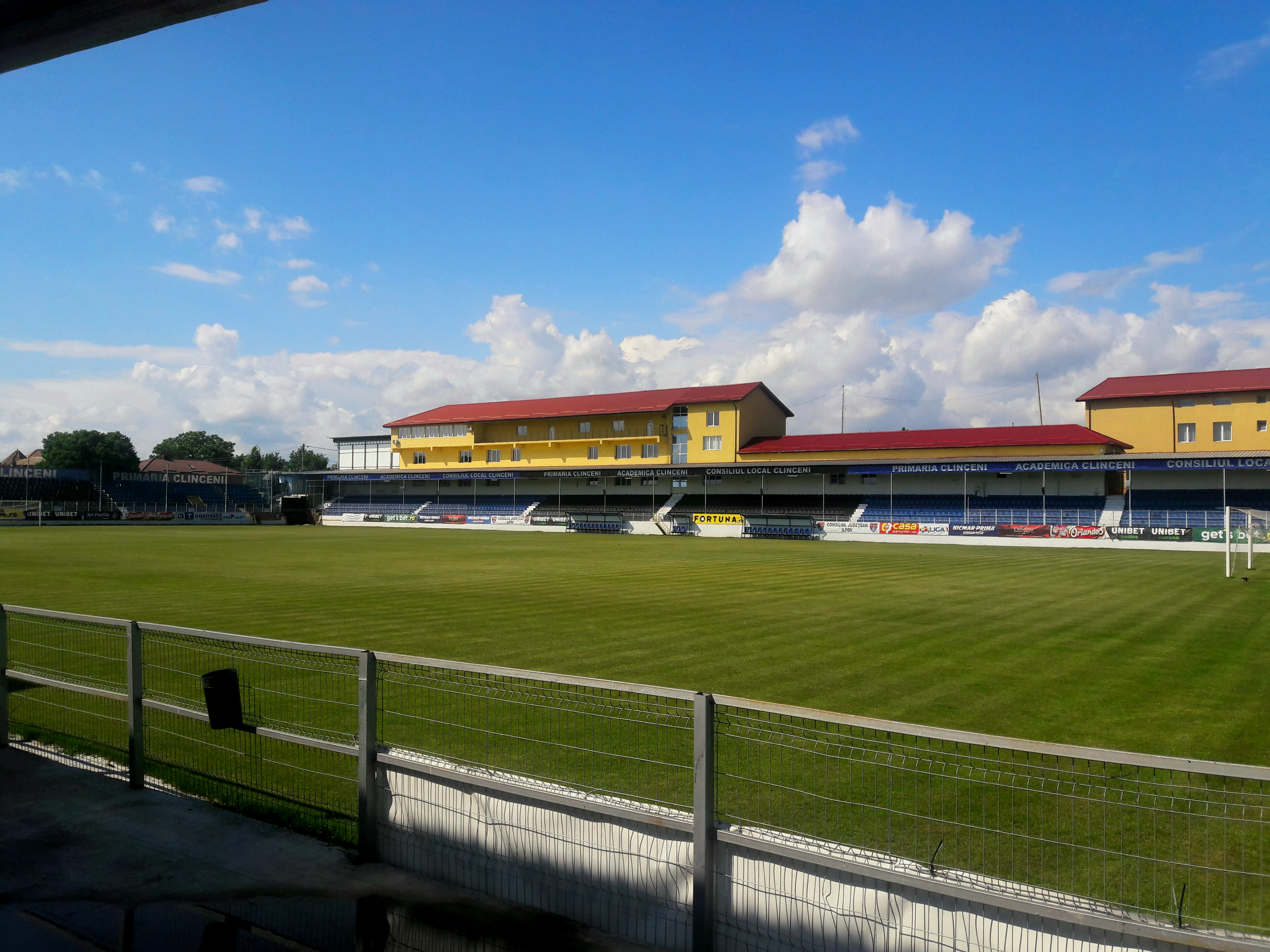
Stadionul Clinceni

Stadionul Clinceni, situat în Clinceni, județul Ilfov, a fost stadionul de acasă al Academicii Clinceni. Deschis în 2011 și cu o capacitate de 4.500 de locuri, stadionul, cunoscut și sub numele de Clinceni Arena, este terenul principal al unui complex modern care constă din multe alte terenuri de fotbal. Stadionul a fost, între 2011 și 2015, terenul de acasă pentru Inter Clinceni și, în sezonul 2013-14, și mai apoi din 2015, terenul de acasă pentru Academica. În toamna anului 2018 a început un proces de renovare care a inclus, printre altele, extinderea capacității la 4.500 de locuri și instalarea unui sistem de nocturnă. Al doilea teren al Complexului Clinceni este aprobat pentru a găzdui meciuri de Liga a II-a, având o capacitate de 1.000 de locuri.

## Parcursul competițional
| Sezon   | Nivel | Divizie                      | Loc      | Cupa României |
| ------- | ----- | ---------------------------- | -------- | ------------- |
| 2024–25 | 3     | Liga a III-a (Seria a IV-a)  | 6        |               |
| 2023–24 | 3     | Liga a III-a (Seria a III-a) | 4        |               |
| 2022–23 | 4     | Liga a IV-a (IF)             | 1 (C, P) |               |
| 2021–22 | 1     | Liga I                       | 15 (R)   | Șaisprezecimi |
| 2020–21 | 1     | Liga I                       | 5        | Șaisprezecimi |
| 2019–20 | 1     | Liga I                       | 10       | Sferturi      |
| 2018–19 | 2     | Liga a II-a                  | 2 (P)    | Șaisprezecimi |
| 2017–18 | 2     | Liga a II-a                  | 6        | Șaisprezecimi |
| 2016–17 | 2     | Liga a II-a                  | 14       | Șaisprezecimi |
| 2015–16 | 2     | Liga a II-a (Seria I)        | 6        | Șaisprezecimi |

| Sezon   | Nivel | Divizie                      | Loc      | Cupa României |
| ------- | ----- | ---------------------------- | -------- | ------------- |
| 2014–15 | 2     | Liga a II-a (Seria I)        | 2        | Turul III     |
| 2013–14 | 2     | Liga a II-a (Seria I)        | 4        | Turul III     |
| 2012–13 | 2     | Liga a II+a (Seria I)        | 6        |               |
| 2011–12 | 3     | Liga a III-a (Seria a III-a) | 1 (C, P) |               |
| 2010–11 | 3     | Liga a III-a (Seria a II-a)  | 8        |               |
| 2009–10 | 3     | Liga a III-a (Seria a III-a) | 5        |               |
| 2008–09 | 2     | Liga a II-a (Seria I)        | 13 (R)   |               |
| 2007–08 | 3     | Liga a III-a (Seria a III-a) | 2 (P)    |               |
| 2006–07 | 3     | Liga a III-a (Seria a III-a) | 3        |               |
| 2005–06 | 3     | Divizia C (Seria a III-a)    | 6        |               |